# Mamungkukumpurangkuntjunya Hill
Der Mamungkukumpurangkuntjunya Hill bildet mit seinen 26 Buchstaben den längsten offiziellen Namen für einen geographischen Ort in Australien.
Die Aborigines der Pitjantjatjara gaben einer Erhebung in South Australia diesen Namen. Der Name in englische Sprache übersetzt lautet „where the devil urinates“ (deutsch: wo der Teufel pinkelt).
Der Hügel aus Granitgestein liegt in den Everard Ranges. Er befindet sich etwa 108 Kilometer nordwestlich des kleinen Ortes Marla und etwa 22 Kilometer südwestlich der Aboriginessiedlung Mimili.